# Cumanagoto
Cumanagoto, pleme američkih Indijanaca porodice Cariban srodni plemenu Palenque, nastanjeni u vrijeme dolaska Španjolaca pa do 17. stoljeća u primorskom području na sjeveroistoku Venezuele, poluotok Paria pa do rta Cabo Codera, država Anzoátegui. Cumanagoti su opisani kao 'divlje' pleme, ali nisu bili kanibali. Bavili su se ribolovom i uzgojem kukuruza, manioke i slatkog krumpira, te sakupljanjem divlje biljne hrane.  Jezik, srodan yukpa, i pleme su nestali.

## Vanjske poveznice
- Cumanagoto Indian Language